# 福兴寺
福兴寺，位于中国吉林省松原市前郭尔罗斯蒙古族自治县四克基屯，是一座藏传佛教格鲁派寺院。

## 简介
福兴寺，蒙古语记音为“布彦呢那·莫古勒克其·苏莫”（汉语意为“被信仰的、灵验的庙”）。由于位于四克基屯，故蒙古语俗称“四克基庙”。后来，福兴寺的庙宇倒塌，该寺全部喇嘛搬到妙因寺。此后，在妙因寺右侧复建了福兴寺，蒙古人将这座新修的福兴寺俗称为“新恩·苏莫”（汉语意为“新修的庙”）。后来蒙古语把妙因寺同新修的福兴寺合起来，并称为“新恩·苏莫”。